# Joseph Coutts
Joseph Coutts (ur. 21 lipca 1945 w Amritsar) – pakistański duchowny rzymskokatolicki, biskup koadiutor diecezji Hajdarabadu 1988–1990, biskup diecezjalny Hajdarabadu w latach 1990–1998, biskup diecezjalny Fajsalabadu w latach 1998–2012, arcybiskup metropolita Karaczi w latach 2012–2021, kardynał prezbiter od 2018, arcybiskup senior archidiecezji Karaczi od 2021.

## Życiorys
9 stycznia 1971 otrzymał święcenia kapłańskie.
5 maja 1988 został mianowany biskupem koadiutorem diecezji Hajdarabadu. Sakry biskupiej udzielił mu 16 września 1988 bp Bonaventure Patrick Paul. Pełnię rządów w diecezji objął 1 września 1990, po przejściu na emeryturę poprzednika.
27 czerwca 1998 został mianowany przez papieża Jana Pawła II ordynariuszem diecezji Fajsalabad. W latach 2011-2017 był przewodniczącym konferencji biskupów Pakistanu.
25 stycznia 2012 papież Benedykt XVI mianował go ordynariuszem archidiecezji Karaczi.
20 maja 2018 podczas modlitwy Regina Coeli papież Franciszek ogłosił, że mianował go kardynałem. Jego kreacja kardynalska odbyła się na konsystorzu 28 czerwca 2018.
29 września 2018 objął kościół tytularny świętego Bonawenturego na Palatynie.
11 lutego 2021 papież Franciszek przyjął jego rezygnację z funkcji arcybiskupa Karaczi.
Uczestnik konklawe 2025, które wybrało papieża Leona XIV. 21 lipca 2025, w związku z ukończeniem 80 lat, utracił prawo do udziału w konklawe.